# NGC 6155
NGC 6155 is een spiraalvormig sterrenstelsel in het sterrenbeeld Hercules. Het hemelobject werd op 12 mei 1787 ontdekt door de Duits-Britse astronoom William Herschel.

## Synoniemen
- UGC 10385
- MCG 8-30-13
- ZWG 251.18
- IRAS 16247+4828
- PGC 58115